# André Blondel
André Eugène Blondel, född 28 augusti 1863 i Chaumont, departementet Haute-Marne, död 15 november 1938, var en fransk ingenjör.

## Biografi
Blondel var son till en magistrat från en gammal familj i staden Dijon. Han var stadens bästa student i sin årsklass och gick vidare till École nationale des ponts et chaussées (väg- och vattenteknik) och tog examen som etta i sin klass 1888.
Han anställdes som ingenjör av Lighthouses and Beacons Service och arbetade där i tekniskt ledande ställning tills han gick i pension 1927. År 1893 blev han professor i elektroteknik vid École nationale des ponts et chaussées. Han gjorde sig känd bland annat genom en av honom konstruerad fotometer. Mycket tidigt i sin karriär blev han handikappad av en förlamning i benen, som tvingade honom till stillasittande i sitt rum i 27 år, men han slutade aldrig arbeta.
År 1893 försökte Blondel lösa problemet med integrerad synkronisering med hjälp av en teori som lagts fram av Cornu. Han bestämde under vilka förhållanden en kurva, som framställts av ett instrument för höghastighetsinspelning, så nära som möjligt skulle följa de faktiska variationerna i det fysiska fenomenet som studerades.
Detta ledde till att hans uppfinning av de bifilska och mjuka järnoscillograferna. Dessa instrument vann det stora priset vid St. Louis-utställningen 1904. De var mer kraftfulla än det klassiska stroboskopet, uppfunnet 1891, som då var i bruk. De förblev det bästa sättet att registrera snabba elektriska fenomen i mer än 40 år tills de ersattes av katodstråleoscilloskopet. De banade vägen för en större förståelse för växelströmens beteende.
Blondel byggde också en teori om korrigering med hjälp av asymmetriska elektroder. Han visade att det finns tre typer av elektrisk båge: den primitiva bågen av William Duddell, den sekundära bågen av Valdemar Poulsen och en följd av oscillerande urladdningar.
År 1892 publicerade han en studie om koppling av synkrona generatorer till ett stort elnät. Denna analys hade också gjorts lite tidigare av en annan elektrotekniker, Paul Boucherot, med ett annat tillvägagångssätt, och båda författarna kom till liknande slutsatser.
År 1894 föreslog han lumen och andra nya mätenheter för användning i fotometri, baserat på metern och Violle-ljuset. Han myntade begreppen lux och stilb omkring 1920.
År 1899 publicerade han Empirical Theory of Synchronous Generators som innehöll den grundläggande teorin för de två armaturreaktionerna (direkt och tvärgående). Den användes i stor utsträckning för att förklara egenskaperna hos mångpoliga växelströmsmaskiner.
Med hjälp av M. Mähl, arbetade han 1909 med konstruktion av ett av de första långdistanssystemen för överföring av växelström. Projektet byggde upp ett (då) stort 300 000 hk vattenkraftverk vid Genissiat vid Rhône och överförde elektrisk kraft till Paris mer än 350 km bort med flerfasström med 120 kV spänning.

## Utmärkelser och priser
Blondel blev medlem av Franska vetenskapsakademin 1913. Han utsågs till kommendör av Hederslegionen 1927 och tilldelades Faraday-medaljen 1937. Han fick också medaljen för Franklin Institute, Montefiore-utmärkelsen och Lord Kelvin-utmärkelsen.